# In the Silence
In the Silence è il secondo album in studio del cantautore islandese Ásgeir, pubblicato nel 2014.

## Il disco
L'album include la stessa tracklist del precedente album Dýrð í dauðaþögn in lingua islandese, ma con la traduzione o con nuovi testi in lingua inglese, per i quali Ásgeir si è avvalso della collaborazione del cantautore statunitense John Grant.

## Tracce
1. Higher – 3:22
2. In the Silence – 3:54
3. Summer Guest – 3:44
4. King and Cross – 3:32
5. Was There Nothing? – 3:48
6. Torrent – 3:36
7. Going Home – 4:50
8. Head in the Snow – 4:14
9. In Harmony – 4:18
10. On That Day – 3:45